# Die weiße Spinne (1927)
Die weiße Spinne ist eine satirisch angehauchte, deutsche Stummfilm-Kriminalkomödie aus dem Jahre 1927 von Carl Boese mit Maria Paudler in der Titelrolle und Walter Rilla in der männlichen Hauptrolle.

## Handlung
In Paris sorgt eine Einbruchserie für reichlich Aufregung. Vor allem skrupellose Reiche und ausbeuterische Protze werden von einer mysteriösen Person heimgesucht und um ihre Barschaft erleichtert. Zurück am Tatort bleibt jedes Mal eine Visitenkarte mit der Aufschrift „Die weiße Spinne“, weshalb die Presse den Täter auch so benennt. Der spendet den Erlös seiner Beutezüge stets den Armen, Bedürftigen und wohltätigen Organisationen. Als die junge, kesse und nicht unvermögende Miss Brown eine Ankündigung der weißen Spinne erhält, demnächst um Mitternacht gleichfalls Besuch von dem Langfinger zu bekommen, macht sie sich begreiflicherweise Sorgen um ihre wertvollen, daheim deponierten Perlenketten. Der von ihr aufgesuchte Polizeipräsident verspricht der besorgten Dame, den für Mitternacht angekündigten Besuch dafür zu benutzen, die weiße Spinne in ihrem eigenen Netz zu fangen. 
Zum angegebenen Zeitpunkt gibt Miss Brown eine Gesellschaft in den eigenen vier Wänden, um es der weißen Spinne nicht leicht zu machen. Kurz verschwindet Miss Brown in die Bibliothek. Es ertönt ein Schrei, und das Licht verlöscht. Die Gäste stürzen in die Bibliothek und finden die junge Hausherrin ohnmächtig am Boden liegend vor. Alle Anwesenden sorgen sich sehr um ihr Wohlbefinden, lediglich der attraktive Lord Barrymore ist misstrauisch geworden. Ihm scheint alles zu überinszeniert, und er glaubt fest daran, dass Miss Brown selbst die weiße Spinne ist. Er wettet darauf sogar sein halbes Vermögen. Als plötzlich ein Telefonanruf des Polizeipräsidenten durchgestellt wird, ist der Lord sehr verblüfft, denn der Chef der Ordnungshüter erklärt, dass er die gestohlene Brown-Kette mit einem Zettelchen der weißen Spinne soeben auf seinem Schreibtisch gefunden habe.
Als beim nächsten Coup des mysteriösen Meisterdiebs ein Handabdruck festgestellt wird, urteilt Lord Barrymore fachmännisch: “Jung, schön, ungewöhnlich intelligent, aristokratisch” – kurz der Abdruck einer Damenhand. Miss Brown erinnert derweil Lord Barrymore an seine Wette und dass er im Falle einer Niederlage die weiße Spinne heiraten müsse. Kurz darauf erhält Barrymore von der weißen Spinne die Nachricht, sich zu einem bestimmten Platz zu begeben, wo sich die weiße Spinne ihm zu erkennen geben werde. Der Lord fährt daraufhin zu eben jener Scheune und begegnet dort kaum mehr als einem Schatten. Wieder ist der Adelige davon überzeugt, Miss Brown vor sich zu haben, doch die Silhouette entfleucht ihm. In Windeseile rast Barrymore zu Miss Brown und ist bass erstaunt, als er sie daheim antrifft, im Gespräch mit seinem Vetter, Lord Gray. Jetzt ist Barrymore vollkommen ratlos.
Die weiße Spinne hat jedoch ein Nachsehen mit Lord Barrymore. Sie bietet ihm an, sich ihm in seinem Bibliothekszimmer zu stellen. Barrymore will sie fassen, doch mit einem Satz entschwindet der ominöse Unbekannte durchs Zimmerfenster und entkommt in einem bereitstehenden Fahrzeug. Ein letzter Blick zurück, und die Spinne enttarnt sich selbst: Barrymore hatte recht, die weiße Spinne ist Miss Brown! Aber wie kann es sein, dass die junge Dame an mehreren Plätzen gleichzeitig erscheint? Bei einer weiteren Abendgesellschaft trifft er auf Miss Brown. Eine Tür geht auf, und ihre Zwillingsschwester betritt den Saal. Dann überreicht eine der beiden Browns dem verblüfften Edelmann einen Zettel mit dem Schriftzug „Die weiße Spinne“. Lord Barrymore weiß nun, welche der beiden Schwestern er heiraten wird, und die Auserwählte wird fortan die nächtlichen Raubzüge unterlassen.

## Produktionsnotizen
Die weiße Spinne entstand im Mai und Juni 1927 im Phoebus-Film-Atelier, passierte die Filmzensur am 21. Juli desselben Jahres und wurde am 27. Oktober 1927 im Phoebus-Palast uraufgeführt. Der für die Jugend verbotene Sechsakter besaß eine Länge von 2016 Meter. In Österreich lief der Film unter dem Titel Das Geheimnis der weißen Spinne.
Die Filmbauten gestaltete der Darsteller des Polizeipräsidenten, Uwe Jens Krafft.
Der Film erhielt das Prädikat „künstlerisch wertvoll“.

## Kritiken
Die Österreichische Film-Zeitung meinte: „Dieser Film, der sich durch ein verblüffendes Tempo auszeichnet, ist unter der Regie von Carl Boese entstanden, der die Handlung mit einer Fülle fabelhaftester Effekte ausstattete und dem Ganzen einen im besten Sinne amerikanischen Anstrich verlieh. Erstklassige Darsteller, allen voran Maria Paudler, Walter Rilla, John Loder und Uwe Jens Krafft, sorgen zudem dafür, daß Interesse und Spannung bei diesem Film nicht einen Augenblick lang erlahmen.“
In Wiens Neue Freie Presse ist zu lesen: „Als richtiggehender Kriminalfall genommen, wäre der Film belanglos. Als Persiflage auf das Gentleman- oder das Gentlelady-Einbrechertum, das alles kann, wie der liebe Gott … ist der Film auch in der Idee gelungen. Noch besser in der Regie. Da gibt es einige vortreffliche, visionäre Szenen … Marie Paudler als „Spinne“ zeigt sich diesmal auch mimisch ziemlich ausdrucksfähig. Uwe Jens Krafft (Polizeipräsident) ist sehr lustig in den Details und karikiert nur andeutungsweise. (…) Walter Rilla (Lord Barrymore) hebt wie immer auch diese Rolle aus dem Schablonenhaften ins warm Sympathische.“
Das Tagblatt resümierte: „Ueberflüssig, zu berichten, daß sich die Kinobesucher gerade bei diesem Film auf das allerbeste unterhalten“ werden.